# バディ・ジョンソン
バディ・ジョンソン（Buddy Johnson、1915年1月10日 - 1977年2月9日）は、1930年代から1960年代にかけて活躍したアメリカのジャンプ・ブルース・ピアニスト、バンドリーダー。彼の曲は妹のエラ・ジョンソンによってパフォーマンスされることが多く、特にジャズ・スタンダードとなった「Since I Fell for You」は有名である。

## 略歴
アメリカ合衆国サウスカロライナ州ダーリントンで生まれたジョンソンは、子供の頃からピアノのレッスンを受けており、クラシック音楽は彼の情熱の1つであり続けた。1938年にニューヨークへ移り住み、翌年にはナチス・ドイツから追放されながらもヨーロッパをコットン・クラブ・レビューの面々とともにツアーした。1939年後半、自分のバンドで初めてデッカ・レコードにてレコーディングを行い、その後すぐに妹のエラがボーカリストとして参加するようになった。
1941年までに、彼は9人編成のオーケストラを結成し、すぐに一連のR&Bおよびポップス・チャートにおいてヒットを出し始めた。その中には、彼の最大のヒット曲である「Let's Beat Out Some Love」（1943年、R&Bチャート第2位、ジョンソンがボーカル）、「Baby Don't You Cry」（1943年、R&Bチャート第3位、ボーカルはウォーレン・エヴァンス）、「When My Man Comes Home」（1944年、R&Bチャート第1位、ポップス・チャート第18位、ボーカルはエラ・ジョンソン）、および「They All Say I'm The Biggest Fool」（1946年、R&Bチャート第5位、ボーカルはアーサー・プライソック）などが含まれている。エラ・ジョンソンは、1945年に自分のバージョンの「Since I Fell for You」を録音したが、1960年代初頭にレニー・ウェルチが録音するまで大ヒットには至らなかった。
1946年、ジョンソンはブルースの協奏曲を作曲し、1948年にカーネギー・ホールで演奏した。ジョンソンのオーケストラは1940年代後半から1950年代前半にかけて人気のツアー・アトラクションであり続け、ジャンプ・ブルース・スタイルで録音を続け、マーキュリー・レーベルから録音された「Hittin' on Me」や「I'm Just Your Fool」などの楽曲でもある程度の成功を収めた。彼の曲「Bring It Home to Me」は、1996年の「Rocket Sixty-Nine」からリリースされた『Jump Shot』に収録されている。
「個人的にはクラシックが好きです」と、バディ・ジョンソンは『ダウン・ビート』誌に語った。「しかしながら、私たちの糧は南部にあるのです。私が演奏する音楽には南部の色合いがあります。人々はそれを理解してくれています」。
1977年、ジョンソンはニューヨークにて脳腫瘍と鎌状赤血球貧血のため62歳で亡くなった。

## 受賞歴
- サウスカロライナ・音楽の殿堂入り（2001年）[3]

## ディスコグラフィ

### リーダー・アルバム
- Rock and Roll with Buddy Johnson (1956年、Wing) ※『Rock 'n' Roll Stage Show』として再発あり
- Walkin' (1957年、Mercury)
- Buddy Johnson Wails (1958年、Mercury)
- Swing Me (1958年、Mercury)
- Go Ahead & Rock Rock Rock (1959年、Roulette)